# Arroyo Culebro
Arroyo Culebro – stacja metra w Madrycie, na linii 12. Znajduje się w Getafe i zlokalizowana jest pomiędzy stacjami Parque de los Estados i Conservatorio. Została otwarta 11 kwietnia 2003 roku.